# یواس‌سی‌جی‌سی کاکتوس (دبلیوال‌بی-۲۷۰)
یواس‌سی‌جی‌سی کاکتوس (دبلیوال‌بی-۲۷۰) (به انگلیسی: USCGC Cactus (WLB-270)) یک کشتی است که طول آن ۱۸۰ فوت (۵۵ متر) می‌باشد. این کشتی در سال ۱۹۴۱ ساخته شد.